# Classe Sejong, o Grande
A Classe Sejong the Great (em português: Classe Rei Sejong, o Grande; em coreano: 세종대왕급 구축함), também conhecida como KDX-III, é uma linha de contratorpedeiros modernos atualmente ao serviço da Marinha da Coreia do Sul.

## Design
Os navios 1º lote possuem um deslocamento de 7 500 toneladas se vazio e 10 000 no máximo, já o segundo dispõe de um deslocamento de 8 200 toneladas se vazio e 12 000 se totalmente carregado. Os navios do 1º lote possuem 165 metros de comprimento enquanto que os do 2º medem 170 metros. Ambos dispõem de uma boca de 21 metros e um calado de 6 metros.
Fora o seu casco, do qual é mais longo, a Classe KDX-III é muito semelhante à Arleigh Burke da Marinha dos EUA e é considerada a maior a acomodar o sistema de combate Aegis.

### Funções
Por se tratar de uma linha de contratorpedeiros, os seus navios servem de proteção a outras embarcações de uma frota ao conduzir ataques de alta precisão contra diversas ameaças, sejam estas outros navios de superfície, submarinos e/ou aeronaves. Também permitem que a Marinha da Coreia do Sul proteja as suas águas em cenários equivalentes aos que enfrenta na função de escolta.
Vem integrado o sistema MASOC (Maritime Air Support Operation Centre), do qual controla o tráfego aéreo de todas as aeronaves táticas operando no seu alcance.

### Comando e controlo
O sistema Aegis da Lockheed Martin consiste no radar SPY-1 e outros componentes como o transmissor SPY-1 (V) e o sistema de controlo de fogo MK 99. O radar é capaz de detetar múltiplas aeronaves e mísseis.
O sistema integrado nas unidades de lançamento vertical MK 41 permite a entrega de vários mísseis contra múltiplos alvos em diferentes cenários de combate, cooperando ou não com outros navios.
Em julho de 2010, o 1º da classe, DDG-991 Sejong, o Grande, concluiu os testes de qualificação do sistema de combate ao longo da ilha de Kauai, no arquipélago do Havaí.

## Navios da classe
| Nº de amura | Nome                                                | Construtor                           | Lançado                  | Comissionado                                  | Status                    |
| ----------- | --------------------------------------------------- | ------------------------------------ | ------------------------ | --------------------------------------------- | ------------------------- |
| 1º lote     |                                                     |                                      |                          |                                               |                           |
| DDG-991     | ROKS Sejong, o Grande (coreano: 세종대왕함)         | Hyundai Heavy Industries             | maio de 2007             | dezembro de 2008                              | Ativo                     |
| DDG-992     | ROKS Yulgok Yi I (coreano: 율곡 이이함)             | Estaleiros Daewoo e Engenharia Naval | novembro de 2008         | setembro de 2010                              | Ativo                     |
| DDG-993     | ROKS Seoae Ryu Seong-ryong (coreano: 서애 류성룡함) | Hyundai Heavy Industries             | março de 2011            | 2012                                          | Ativo                     |
| 2º lote     |                                                     |                                      |                          |                                               |                           |
| DDG-995     | ROKS Jeongjo, o Grande (em coreano: 정조대왕)       | Hyundai Heavy Industries, Ulsan      | 28 de julho de 2022      | N/D (previsão de entrega para 2024)           | Lançado, em testes no mar |
| DDG-996     | -                                                   | Hyundai Heavy Industries             | N/D (previsão para 2025) | N/D (previsão de entrega para 2026)           | Em construção             |
| DDG-997     | -                                                   | Hyundai Heavy Industries             | N/D                      | N/D (previsão de entrega para finais de 2027) | N/D                       |